# Михкалёва, Евдокия Фёдоровна
Евдокия Фёдоровна Михкалёва (1922—2001) — новатор целлюлозно-бумажного производства. Старшая трубочница цеха бумажной тары № 1 Сегежского целлюлозно-бумажного комбината. Герой Социалистического Труда (1960).

## Биография
Окончила начальную школу в д. Шолохово (Чагодощенский район). В конце 1930-х годов семья переехала в г. Сегежа Карельской АССР.
В 16 лет поступила в цех бумажной тары Сегежского целлюлозно-бумажного комбината.
Участвовала в пуске первой трубочной машины.
С 1939 г. — помощник трубочника, трубочница.
Бригадир трубочников первой машины.
В 1941 г. эвакуировалась в г. Тавду Свердловской области, работала на фанерном комбинате.
После окончания Великой Отечественной войны вернулась на Сегежский ЦБК.
Член КПСС (1945). Делегат XXII съезда КПСС.
Осваивала реконструированную трубочную машину.
Бригада под её руководством ежедневно выдавала по 10-15 тыс. трубок сверх нормы.
Представительница Карельской АССР на праздновании 50-летия международного женского дня в Москве.
Постановлением бюро Карельского обкома КПСС и Карельского областного совета профсоюзов имя Е. Ф. Михкалёвой в 1961 г. занесено в книгу Трудовой славы Карельской АССР.